# Brúðguminn
Brúðguminn é um filme de drama islandês de 2008 dirigido e escrito por Baltasar Kormákur. Foi selecionado como representante da Islândia à edição do Oscar 2009, organizada pela Academia de Artes e Ciências Cinematográficas.

## Elenco
- Jon: Hilmir Snær Guðnason
- Anna: Margrét Vilhjálmsdóttir
- Thora: Laufey Elíasdóttir
- Borkur: Þröstur Leó Gunnarsson
- Larus: Jóhann Sigurðsson
- Sisi: Ólafía Hrönn Jónsdóttir
- Sjonni: Ólafur Darri Ólafsson
- Matthildur: Ilmur Kristjánsdóttir